# Тибу, Чарльз
Чарльз Миллс Тибу (англ. Charles Mills Tiebout, 12 октября 1924 — 16 января 1968) — американский экономист, профессор экономики и географии Вашингтонского университета, автор гипотезы Тибу.

## Биография
Родился 12 октября 1924 года в Гринуиче, штат Коннектикут. Окончил Уэслианский университет в 1950 году, получил степень PhD по экономике в Мичиганском университете в 1957 году. Вел научно-преподавательскую деятельность в должности профессора экономики и географии в Вашингтонском университете. Скоропостижно скончался 16 января 1968 году в возрасте 43 года.
Автор работ по региональной экономике, экономической географии, экономике общественного сектора. Наиболее известным научным результатом является модель Тибу, описывающая с экономических позиций процесс выбора индивидуумами юрисдикции для проживания.
Чарльза Тибу также иногда ассоциируют с концепцией голосования ногами, под которой понимают миграцию части населения под другую юрисдикцию, с более близкой ей идеологией, в противоположность участию в избирательных процессах на своей территории.

## Гипотеза Тибу
Гипотеза (модель) Тибу представляет собой одну из моделей теории общественного выбора. В ней описывается ряд юрисдикций (муниципалитетов, регионов, стран), между которыми возможна свободная миграция индивидуумов. Юрисдикции предлагают своим жителям различные наборы общественных благ и различные налоговые условия. Индивидуумы имеют различные предпочтения относительно объемов производства общественных благ и различные возможности по уплате налогов.
Модель описывает процесс определения равновесного уровня производства общественных благ юрисдикциями, в условиях, когда индивидуумы могут свободно мигрировать между ними. Показано, что в системе будет происходить формирование сообществ индивидуумов с близкими предпочтениями (сортировка), то есть модель решает две основные проблемы производства общественных благ: выявление и агрегирование предпочтений агентов.

## Основные работы
- Tiebout C. A Pure Theory of Local Expenditures // The Journal of Political Economy. — 1956. — Vol.64. — N5. — P. 416—424.
- Tiebout C. Exports and Regional Economic Growth // The Journal of Political Economy. — 1956. — Vol. 64. — No. 2. — P. 160—164.
- Tiebout C. Community Income Multipliers: A Population Growth Model // Journal of Regional Science. — 1960. — No. 2(1) — P. 75.
- Tiebout C. An Economic Theory of Fiscal Decentralization / In: NBER, Public Finances, Needs, Sources and Utilization. — Princeton (Univ.Press), 1961. — P. 79-96.
- Tiebout C., Hansen, W. L. An Intersectoral Flows Analysis of the California Economy // The Review of Economics and Statistics. 1963. — Vol. 45. — No. 4. — P. 409—418.